# اسماخان سلطان
اسماخان سلطان، (تولد ۱۵۴۵ مانیسا – مرگ ۸ اوت ۱۵۸۵ استانبول) دومین دختر سلطان سلیم دوم از همسرش نوربانو سلطان هم‌چنین نوه سلطان سلیمان قانونی و خرم سلطان، محبوب‌ترین خواهر مراد سوم و یکی از چهره‌های مشهور سلطنت زنان بود. 

## زندگی‌نامه
اسماخان سلطان در سال ۱۵۴۵ به عنوان دومین دختر شاهزاده سلیم و نوربانو سلطان به دنیا آمد. وی در سال ۱۵۶۲ به فرمان سلیمان یکم با داماد سوکلو محمد پاشا وزیر اعظم عثمانی ازدواج کرد. او از این ازدواج صاحب چند فرزند به نام‌های سلطانزاده ابراهیم خان و گلرخ خانم سلطان شد.
اسماخان در زمان سلطنت پدر و برادرش به عنوان همسر وزیراعظم از جایگاه بسیار بالایی برخوردار بود و در کنار خواهرانش و مادرش به رقابت با و صفیه سلطان می‌پرداختند در سال ۱۵۷۹ سوکلو محمد پاشا قربانی این رقابت شد و با دسیسه‌های صفیه سلطان به فرمان مراد سوم اعدام شد. 
اسماخان سلطان در سال ۱۵۸۰ نامزد ازدمیراوغلو عثمان پاشا شد اما این ازدواج صورت نگرفت و بعدا در سال ۱۵۸۲ با داماد کالایکوز علی پاشا از دولتمردان عثمانی ازدواج کرد. بعد از مرگ نوربانو سلطان در سال ۱۵۸۳ اسماخان به قدرتمندترین رقیب صفیه سلطان تبدیل شد و از لحاظ سیاسی به مراد سوم مشاوره می‌داد.
اسماخان سلطان سرانجام در ۸ اوت سال ۱۵۸۵ به دلیل زایمان سخت فوت شد و در مقبره سلیم دوم در مسجد ایاصوفیا دفن شد. پسر او ۴۰ روز بعد ۱۸ اکتبر ۱۵۸۵ فوت شد و در مقبره سکولو محمد پاشا در مسجد سکولو دفن شد، با مرگ اسماخان هیچ رقیب قدرتمند زن در حرم وجود نداشت تا مانع نفوذ فراوان صفیه سلطان شود و صفیه قدرتمندترین زن حکومت تا پایان دوره مراد شد و از ازادی و نقش سیاسی عمده در دولت برخوردار بود. 
اسماخان سلطان در سال ۱۵۷۱ دستور ساخت مسجدی به نام خود را صادر کرد. این مسجد توسط معمار سنان در شهر منگلیا در رومانی بنا شد و به مسجد اسمهان سلطان شهرت یافت. در کنار این مسجد هفت مدرسه، سه کاروانسرا احداث شده است.